# Shelfordia lineativentris
Shelfordia lineativentris är en stekelart som först beskrevs av Cameron 1907.  Shelfordia lineativentris ingår i släktet Shelfordia och familjen bracksteklar. Inga underarter finns listade i Catalogue of Life.